# کمپانی بدها
کمپانی بدها (به هندی: Badmaash Company) فیلمی است محصول سال ۲۰۱۰ و به کارگردانی پارمیت سدهی است. در این فیلم بازیگرانی همچون شاهد کاپور، انوشکا شارما، میرینگ چانگ، ویر داس، پاوان مالهوترا، انوپم کهیر، جامل خان ایفای نقش کرده‌اند.